# بيدرو دي مينا
بيدرو دي مينا (بالإسبانية: Pedro de Mena y Medrano)‏ هو نحات ومهندس معماري إسباني، ولد في 1628 في غرناطة في إسبانيا، وتوفي في 13 أكتوبر 1688 في مالقة في إسبانيا.

## وصلات خارجية
- بيدرو دي مينا على موقع الموسوعة البريطانية (الإنجليزية)